# Bill Frist
William Harrison (Bill) Frist (Nashville (Tennessee), 22 februari 1952) is een Amerikaans politicus van de Republikeinse Partij. Hij was senator voor Tennessee van 1995 tot 2007. Van 2003 tot 2007 was hij ook Senate Majority Leader, de woordvoerder van de grootste politieke partij binnen de Senaat.
Frist had een omvangrijke medische carrière achter de rug toen hij toetrad tot de politiek. Hij verkreeg een academische graad in gezondheidswetenschappen in 1974 van Princeton University, en de Medicinæ Doctor in 1978 van Harvard Medical School. Later heeft hij zich meer gespecialiseerd in de cardiologie - hij heeft meer dan 150 hart- en longtransplantaties uitgevoerd.
In 1994 werd hij verkozen tot de Senaat. Een controverse omtrent de raciale uitspraken van Senator Trent Lott zorgde ervoor dat Frist in 2003 door de Republikeinse senatoren als Senate Majority Leader werd verkozen, aangezien Lott het Republikeins leiderschap binnen de Senaat had opgegeven. Frist beloofde slechts twee termijnen uit te zitten in de Senaat. Die tweede termijn liep af in 2006. Hij werd dan ook als een van de mogelijke kandidaten gezien voor de presidentsverkiezingen van 2008. Hij heeft echter op 29 november 2006 besloten zijn medische carrière te vervolgen.